# Musée historique national
Le musée historique national (Museu Histórico Nacional en portugais) est un musée d'histoire à Rio de Janeiro, au Brésil. Il a été créé en 1922 et possède plus de 287 000 objets, dont la plus grande collection numismatique d’Amérique latine. 

## Histoire
Le complexe architectural qui abrite le musée a été construit en 1603 sous le nom de Fort Saint-Jacques de la Miséricorde ; les structures antérieures remontent à 1567, érigées sur ordre du roi Sébastien Ier du Portugal. En 1693, la prison de Calaboose, pour les esclaves, a été construite. En 1762, la Casa do Trem a été ajoutée comme dépôt d’armes et de munitions. Les derniers ajouts sont l’Arsenal de guerre (1764) et la Caserne (1835).
Aujourd’hui, le complexe muséal occupe une superficie de 20 000 m². Il contient plus de 287 000 objets, exposés dans plus de 25 salles d'expositions permanentes et non permanentes.
La bibliothèque du musée compte à elle seule plus de 57 000 titres, dont beaucoup remontent au XVe siècle, et 50 000 documents et photographies.